# 神灭论论战
神滅論論戰是在蕭梁帝國皇帝梁武帝統治時期所發生的一場關於凡人是否有不滅的元神這個問題的論戰。

## 簡述
中国南北朝时期的南朝齐永明七年（489年），篤好浮屠教的竟陵王萧子良司徒邀請了眾多名僧在其所設的宴席上講解佛理，當時浮屠教十分盛行，在這場宴席上，這些名僧基本上都在談論因果應報這個概念，並且聲稱在座的權貴都是因在上一輩子努力修福一事而得以在這一輩子享受榮華富貴，此時，向來頗為反對浮屠教的中書侍朗范缜朝請突然在宴席上发表了對於浮屠教所認可的因果論的批駁意見，並且提出了精魂必將滅散這個説法，蕭子良問范縝説 如果他不信有因果應報，那麼他如何解釋世間有貧富貴賤這個現象，范縝回答説以落葉為比喻，富人就像落在茵席上的樹葉，窮人就像落在茅坑裡的樹葉，一切都是出於偶然，故知沒有所謂的因果應報，蕭子良無法對此作出批駁，随后范縝据此进一步写成〈神滅論〉。范縝所撰寫的〈神滅論〉一文宣稱人的形軀是實在的，世人所説的識神其實不是獨立自存的實體，而只是形軀所產生的作用，如同刀劍的鋒利度一樣，一旦離開了刀劍，也就沒有所謂的鋒利度，因此識神實際上是神識，它是從屬於形軀的，因為范縝聲稱人死後神識便會散滅，故知沒有所謂永存不滅的神魄，所以范縝希望世人不要陷入迷信之中。
此文一出，在其後數年間，发生了关于“神灭”的论战。由於梁武帝篤信佛敎，因此他撰寫了〈敕答臣下神滅論〉一文，命令范縝放棄觀點，並且組織了僧俗六十多人發文，圍攻范縝，但眾人終究無法駁斥神滅説。王琰痛斥范縝：“嗚呼范子！曾不知其先祖神靈所在。”范縝則回擊說：“嗚呼王子！知其先祖神靈所在，而不能殺身以從之。”論辯最終在誰也說服不了誰的情況下結束。雖然范縝忤逆上意，但是梁武帝並未為難他，而且讓他官居原職，也未禁毀〈神滅論〉一文。

## 宗教界觀點
中傳佛教的一些信奉者認為由於在范縝所身處的時期，小乘佛教的許多信奉者並不認可無我論 而是認可離藴我論，其認為心藴是離色藴而存在的離藴我，而范縝本人也不了解佛教教義，事實上佛教不認為有離肉軀而存在的靈魄，因此范縝所批駁的關於魂魄的説法事實上與佛教所提出的關於魂神的説法不同，中傳佛教的這些信奉者也認為一切事情的發生都是有原因的，故此范縝不應該否認因果存在。

## 學術界觀點
有學者認為參與論戰的雙方均誤解了佛教教義，佛教本來就否認有常住不變的神我，故此神滅説沒能被用來準確地抨擊佛教教義，另一方面，以為佛教認為眾生有所謂的心我的神不滅説事實上也不是建基於佛教教義之上，而是在中華傳統觀念影響下的產物。
著名佛學家呂澂院長在其著作《中國佛學源流略講》提及了范縝所提出的神滅説，他聲稱神滅説很有說服力，但他也聲稱雖然神滅説遠勝於以往的許多相關説法，但是范縝在與曹思文之間的爭論中仍然犯了錯誤，因為范縝對「相即」的理解不夠正確，所以他接受了曹思文所提出的神形合用説，導致神滅説面臨不少難題，呂澂院長也聲稱由於流行於佛教教內的相關理論有頗多種，如關於補特伽羅我及佛性等等的理論，而且它們較為複雜，而范縝所提出的神滅説過於簡單，因此范縝沒能完全駁斥佛教所認可的相關理論。
一些佛學研究人認為范縝所作的〈神滅論〉的內容的論理性頗強，其所使用的論據所具有的說服力遠比當時以儒教典籍內容、古老神話故事及個人特殊經歷等等為論據來抨擊〈神滅論〉的佛僧所提出的説法所具有的說服力強大得多，其足以證明小乘佛教所提出的神不滅説是有頗多漏洞的，然而，這些佛學研究人從大乘佛教的角度出發，認為范縝終究無法完全證明自己所提出的神滅説是正確的，原因是這是關於始基的問題，而范縝無法通過自己所使用的理則來圓滿地解答這個問題，此外，這些佛學研究人認為許多英美哲學家所使用的經典論理有着不少缺陷，由於世界上很多事物之間的分界線都不是絕對明確的，它們彼此都有着一部份構成對方的要素，因此它們往往不可以被完全區分開來，故此這些佛學研究人認為很多信奉大乘佛教的佛學家所使用的模糊論理更加能夠揭示真相，他們稱這些佛學家所使用的論證方式為般若之光論證方式。

## 附加資料
- 司馬光，《資治通鑑》

## 外部連結
- 範縝神滅論原文及翻譯，範縝神滅論影響 （页面存档备份，存于）